# Untere Pulsnitzniederung
Untere Pulsnitzniederung este o arie protejată (arie specială de conservare — SAC, sit de importanță comunitară — SCI) din Germania întinsă pe o suprafață de 666,68 ha, integral pe uscat.

## Localizare
Centrul sitului Untere Pulsnitzniederung este situat la coordonatele 51°25′29″N 13°33′22″E / 51.4247°N 13.5561°E.

## Înființare
Situl Untere Pulsnitzniederung a fost declarat sit de importanță comunitară în septembrie 2000 pentru a proteja 1 specie de plante și 4 specii de animale. Situl a fost protejat și ca arie specială de conservare în mai 2006.

## Biodiversitate
Situată în ecoregiunea continentală, aria protejată conține 6 habitate naturale: Lacuri eutrofice naturale cu vegetație de tip Magnopotamion sau Hydrocharition, Cursuri de apă de la nivel de câmpie la nivel montan, cu vegetație Ranunculion fluitantis și Callitricho-Batrachion, Pajiști cu Molinia pe soluri calcaroase, turboase sau argilos-nămoloase (Molinion caeruleae), Liziere de ierburi înalte hidrofile de câmpie și de nivel montan până la alpin, Fânețe de joasă altitudine (Alopecurus pratensis, Sanguisorba officinalis), Mlaștini împădurite.
La baza desemnării sitului se află mai multe specii protejate:
- plante (1): Luronium natans
- păsări (1): lăcar mare (Acrocephalus arundinaceus)
- mamifere (2): castor (Castor fiber), vidră de râu (Lutra lutra)
- nevertebrate (1): phengaris nausithous (Maculinea nausithous)

Pe lângă speciile protejate, pe teritoriul sitului au mai fost identificate 7 specii de plante, 1 specie de păsări, 1 specie de nevertebrate, 2 specii de reptile.